# Ralph Gonsalves
Ralph Everard Gonsalves (San Vicente y las Granadinas, 8 de agosto de 1946), a menudo conocido como «Camarada Ralph», es un político sanvicentino y actual primer ministro de San Vicente y las Granadinas desde 2001. Es el líder del Partido de la Unidad Laborista. Ganó las elecciones de 2001 con un triunfo arrollador, después de un apretado triunfo en las elecciones de 1998.
Gonsalves es el jefe de Gobierno que ha estado en el cargo durante más tiempo de manera continua desde que San Vicente y las Granadinas obtuvieron su independencia en 1979. Fue nombrado primer ministro después de que su partido ganara un gobierno mayoritario en las elecciones generales de 2001. Fue el primer primer ministro del recién creado Partido Laborista Unificado de San Vicente y las Granadinas, tras la fusión del Partido Laborista de San Vicente y las Granadinas y el Movimiento de Unidad Nacional.
Gonsalves ha sido miembro del Parlamento (MP) por el distrito electoral de North Central Windward desde 1994. En 1994, tras la formación del Partido Laborista Unificado, se convirtió en líder adjunto y en 1998 pasó a ser líder del partido. 
Con Gonsalves como líder, el ULP obtuvo la mayoría del voto popular en todas las elecciones generales entre 1998 y 2015, aunque no logró obtener la mayoría de los escaños parlamentarios en las elecciones de 1998. En 2020, el ULP ganó las elecciones, pero no obtuvo el voto popular.El 7 de noviembre de 2020, Gonsalves prestó juramento para su quinto mandato como primer ministro.

## Biografía
Gonsalves, conocido a menudo como "Camarada Ralph", nació en Colonarie, San Vicente, Islas de Barlovento Británicas, hijo de su padre, Alban Gonsalves, un agricultor y pequeño empresario (ahora fallecido), y su madre, Theresa Francis, una pequeña empresaria. Sus antepasados llegaron a San Vicente y las Granadinas en 1845 como sirvientes contratados desde la isla portuguesa de Madeira.
Gonsalves asistió a la Escuela Católica Romana Colonarie y más tarde a la Escuela Secundaria St. Vincent. Luego se matriculó en la Universidad de las Indias Occidentales, donde completó una licenciatura en economía. Más tarde regresó allí para obtener una maestría en gobierno, que completó en 1971. En 1974, completó un doctorado en gobierno en la Universidad de Mánchester.

### Carrera política
Gonsalves se involucró en la política en la universidad, como presidente del Gremio de Estudiantes Universitarios y de la Sociedad de Debate de la Universidad de las Indias Occidentales. En 1968, encabezó una protesta estudiantil por la deportación del historiador e intelectual Walter Rodney por parte del gobierno jamaicano.

## Primer ministro (2001-presente)
En 1994, Gonsalves se convirtió en el líder adjunto del Partido Laborista de Unidad. Tras la dimisión de Vincent Beache, Gonsalves se convirtió en líder del partido en 1998. Fue nombrado líder de la oposición desde diciembre de 1999 hasta enero de 2001. Posteriormente, Gonsalves dirigió el Partido Laborista de Unidad para ganar las elecciones generales de 2001, convirtiéndose en primer ministro y ministro de Finanzas. Su partido fue reelegido en las elecciones generales de 2005. En las elecciones generales de 2010, Gonsalves y el ULP fueron reelegidos por un estrecho margen con el 51,11% del voto popular.
En 2009, Gonsalves y el ULP lideraron una campaña de referéndum  a favor de una reforma constitucional que habría abolido la monarquía constitucional del país y reemplazado a Isabel IIpor un presidente no ejecutivo. El referéndum fue derrotado, con el 55,64% de los votantes rechazando los cambios. Gonsalves ha persistido en sus llamamientos a favor del establecimiento de una presidencia, proponiendo otro referéndum en 2022 para sustituir a la monarquía, aunque también ha expresado su apoyo a cambiar el nombre de lugares del país que llevan el nombre de personajes coloniales, como el parque Victoria.
El 3 de julio de 2020, Gonsalves fue elegido presidente de la Comunidad del Caribe en reemplazo de Mia Mottley. Su mandato de seis meses finalizó el 1 de enero de 2021 y fue sucedido por el primer ministro de Trinidad y Tobago, Keith Rowley.
Gonsalves asistió a la coronación de Carlos III en la Abadía de Westminster junto con la gobernadora general Susan Dougan el 6 de mayo de 2023. Gonsalves se reunió con el Rey y otros líderes de la Commonwealth el día anterior.
Gonsalves ayudó a organizar una reunión en San Vicente y las Granadinas entre el presidente venezolano Nicolás Maduro y el presidente guyanés Irfaan Ali para discutir la crisis de la Guayana Esequiba de 2023 entre las dos naciones. Gonsalves llamó a Maduro y a Ali a "desescalar la situación" y entablar un "diálogo apropiado". También fue invitado a la reunión el presidente brasileño Luiz Inácio Lula da Silva.

## Vida personal
El 5 de agosto de 2021, durante una protesta contra la vacunación obligatoria contra la COVID-19 organizada por sindicatos que representan a enfermeras, policías y otros trabajadores,  Gonsalves fue atacado con un proyectil cerca de la entrada del Parlamento. Sufrió heridas visibles en la cabeza durante el ataque. El ataque ocurrió durante una gran protesta contra las mascarillas y las vacunas en el país. Gonsalves fue trasladado de urgencia al hospital donde se confirmó que se encontraba estable.

## Obras
Libros
- Diario de un primer ministro: Diez días entre los monjes benedictinos.
- La formación del ‘camarada’: El viaje político de Ralph Gonsalves.
- El espectro del imperialismo: el caso del Caribe (1976).
- El camino no capitalista del desarrollo: África y el Caribe (1981).
- La historia y el futuro: una perspectiva caribeña (1994).
- Notas sobre algunas ideas básicas del marxismo-leninismo.